# Wolfhart Westendorf
Wolfhart Westendorf (/ˈvɔlfhart ˈvɛstənˌdɔɐ̯f/; Schwiebus, 18 settembre 1924 – Gottinga, 23 febbraio 2018) è stato un egittologo tedesco.
Fu uno dei più significativi studiosi della lingua egizia e della scrittura geroglifica. Dal 1967 al 1989 fu direttore del Seminario di egittologia e coptologia dell'Università di Gottinga.

## Vita e attività
Dopo la seconda guerra mondiale intraprese inizialmente lo studio della fisica, ma presto venne assunto da Hermann Grapow come aiutante nella redazione del Wörterbuch der ägyptischen Sprache e iniziò così il suo percorso nell'egittologia. Nel 1951 si laureò all'Università Humboldt di Berlino discutendo la tesi Der Gebrauch des Passivs in der klassischen Literatur der Ägypter ("L'uso del passivo nella letteratura classica degli Egizi"). Iniziò poi l'attività di collaboratore scientifico all'Accademia delle scienze di Berlino. Si abilitò nel 1961 con Grammatik der medizinischen Texte ("Grammatica dei testi medici"). Durante la stesura della tesi di abilitazione collaborò insieme al suo maestro Hermann Grapow all'imponente pubblicazione dei testi dei papiri medici tramandati dall'antico Egitto (Grundriß der Medizin der Alten Ägypter, "Fondamenti della medicina degli antichi Egizi").
Dal 1962 al 1965 fu assistente all'Università Ludwig Maximilian di Monaco, dove in seguito fu anche professore straordinario. Dal 1967 fino al pensionamento nel 1989 fu professore ordinario nel Seminario di egittologia e coptologia dell'Università di Gottinga, dove si fece conoscere internazionalmente in svariati campi della religione e della linguistica egizie. Realizzò anche un vocabolario della lingua copta.
I suoi principali argomenti di ricerca erano la grammatica, la lessicografia (sia egizia che copta), la medicina, la letteratura e la religione degli Egizi.
Nell'ambito delle sue attività scientifiche fu coeditore del Lexikon der Ägyptologie e della serie specialistica Göttinger Orientforschungen e cofondatore della rivista specialistica Göttinger Miszellen.
Westendorf fu membro dell'Accademia delle scienze di Gottinga, dell'Accademia delle scienze e delle arti della Renania settentrionale-Vestfalia e dell'Istituto archeologico germanico.
Wolfhart Westendorf morì il 23 febbraio 2018 all'età di 93 anni.

## Opere (parziali)
- "Der Gebrauch des Passivs in der klassischen Literatur der Ägypter" in Veröffentlichungen des Instituts für Orientforschung, n. 20, Berlino, 1953.
- "Grammatik der medizinischen Texte" in Grundriß der Medizin der Alten Ägypter, vol. 8, Berlino, 1962.
- "Beiträge aus und zu den medizinischen Texten" in Zeitschrift für Ägyptische Sprache und Altertumskunde, vol. 92, nn. 1–2, pp. 128–164.
- "Altägyptische Darstellungen des Sonnenlaufs auf der abschüssigen Himmelsbahn" in Münchner Ägyptologische Studien, vol. 10, Berlino, 1966.
- "Papyrus Edwin Smith. Ein medizinisches Lehrbuch aus dem Alten Ägypten. Wund- und Unfallchirurgie. Zaubersprüche gegen Seuchen, verschiedene Rezepte. Aus dem Altägyptischen übersetzt, kommentiert und herausgegeben" in Huberts Klassiker der Medizin und Naturwissenschaften, vol. 9, Berna-Stoccarda, 1966.
  - proseguì: Hildegard von Deines, Hermann Grapow, Wolfhart Westendorf, Grundriss der Medizin der alten Ägypter, vol. 4.1 (Übersetzung der medizinischen Texte), Akademie-Verlag, Berlino, 1958.
- Das Alte Ägypten, Holle, Baden-Baden, 1968.
- Koptisches Handwörterbuch, Heidelberg, 1977.
- "Beiträge zum altägyptischen Nominalsatz" in Nachrichten der Akademie der Wissenschaften in Göttingen, n. 3, 1981.
- Erwachen der Heilkunst. Die Medizin im Alten Ägypten, Zurigo, 1992.
- Handbuch der altägyptischen Medizin, 2 voll. (Handbuch der Orientalistik. Abteilung 1: Der Nahe und Mittlere Osten, vol. 36), Leida-Boston-Colonia, 1998.